# Dreifaltigkeitskirche (Kaufbeuren)

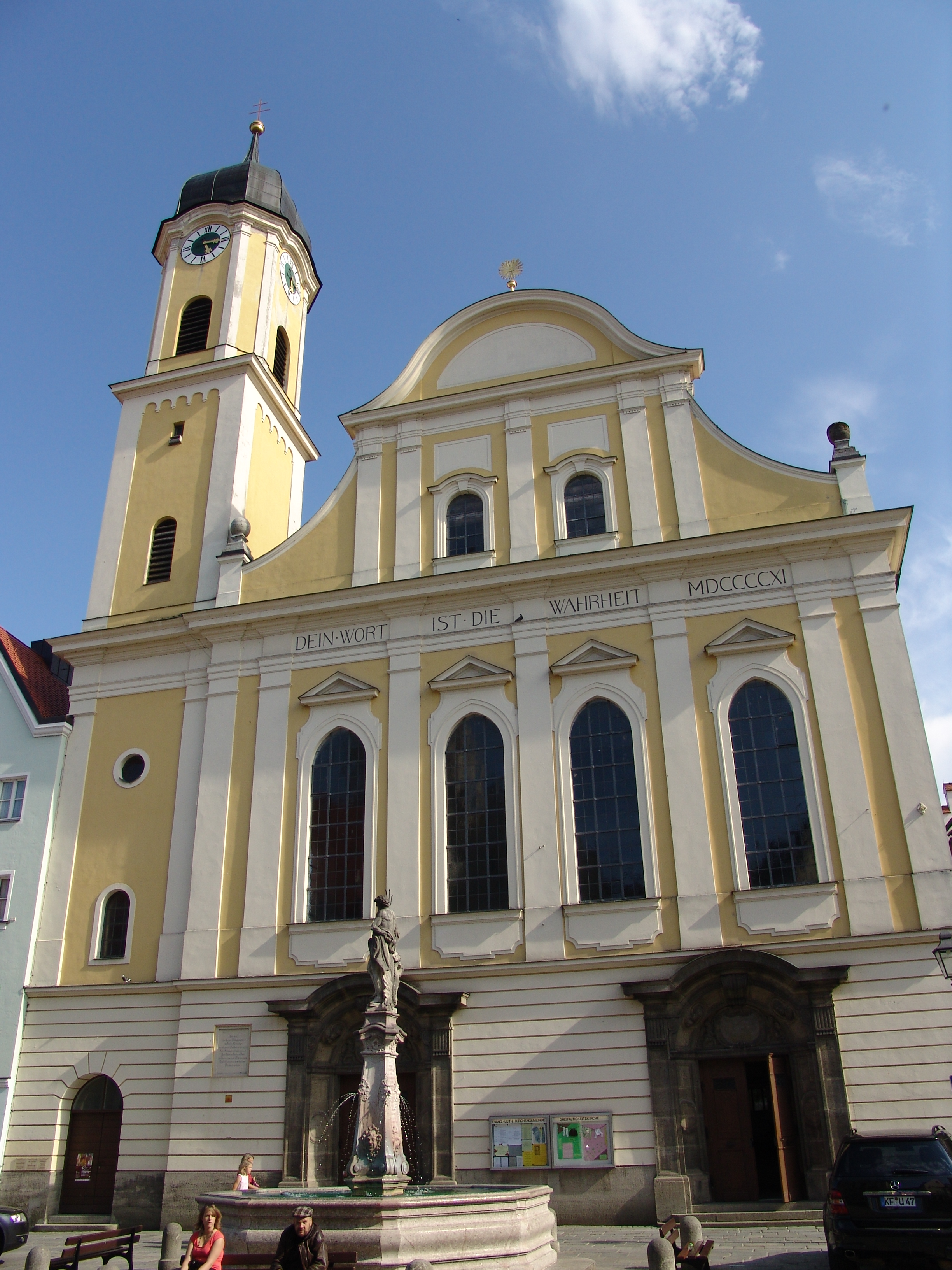
Die Dreifaltigkeitskirche in Kaufbeuren

Die Evangelisch-lutherische Stadtpfarrkirche zur hl. Dreifaltigkeit an der Kaiser-Max-Straße in Kaufbeuren ist einer der ältesten protestantischen Sakralbauten im Südschwaben, der nach der Reformation neu errichtet wurde.

## Vorgeschichte
Die Kirche entstand im Jahr 1604 durch Aus- und Umbau eines repräsentativen Profangebäudes, dessen Existenz ab 1504 urkundlich belegt ist. Im selben Jahr erwarb es der Habsburger Kaiser Maximilian I., der die Reichsstadt häufig besuchte, von Ritter Sigmund von Freyberg zum Eisenberg. Nach dem Tod Maximilians 1519 gelangte das Haus in den Besitz seines Enkels König Ferdinand I. Dieser tauschte das Anwesen 1535 mit seinem Rat Hans Jakob von Landau zu Waal, der es 1540 der Stadt Kaufbeuren übereignete. Von der Stadt wurde das „Kaiserhaus“ an die Herren Hans Jörg und David von Baumgarten, Freiherrn zu  Hohenschwangau und Erbach verkauft, ehe es 1565 wieder in ihren Besitz gelangte.

## Baugeschichte
1604, als der Stadtrat das Haus der evangelischen Gemeinde zur Verfügung stellte, begannen die nur 30 Wochen währenden Umbauarbeiten durch den Maurermeister Georg Harrer und den Zimmermeister Thomas Schweyer. Dabei wurden große Teile des ehemaligen Kaiserhauses übernommen.
1736/37 erfuhr die Kirche einen Umbau.
Der Turm entstand 1821/22. In derselben Zeit wurde der Sakralbau erhöht, auch Dachstuhl und Gewölbe wurden erneuert. Der Innenraum wurde 1901 neu gestaltet, die Fassade 1911. Eine Restaurierung erfolgte 1979.
Im Zuge von Renovierungsarbeiten im Jahr 2002 wurden die Kellerräume des ehemaligen Kaiserhauses unter der Dreifaltigkeitskirche bauarchäologisch erfasst. Die Keller waren bei den Maßnahmen von 1820/21 mit Bauschutt gefüllt worden. Bei den Untersuchungen konnten im Mauerwerk vier verschiedene Bauphasen nachgewiesen werden, wobei die Bausubstanz der ältesten aus Tuffstein und Bachkatzen aus der Stauferzeit Kaufbeurens stammen könnte. Aufgrund der exponierten Lage und formalen Ähnlichkeiten zu bekannten Gebäuden wird hinter diesem Vorgängerbau des Kaiserhauses der bisher noch nicht lokalisierte Amtssitz des staufischen Stadtammanns vermutet. In Kaufbeuren tritt dieser 1224 erstmals schriftlich in Erscheinung.

## Bau und Ausstattung

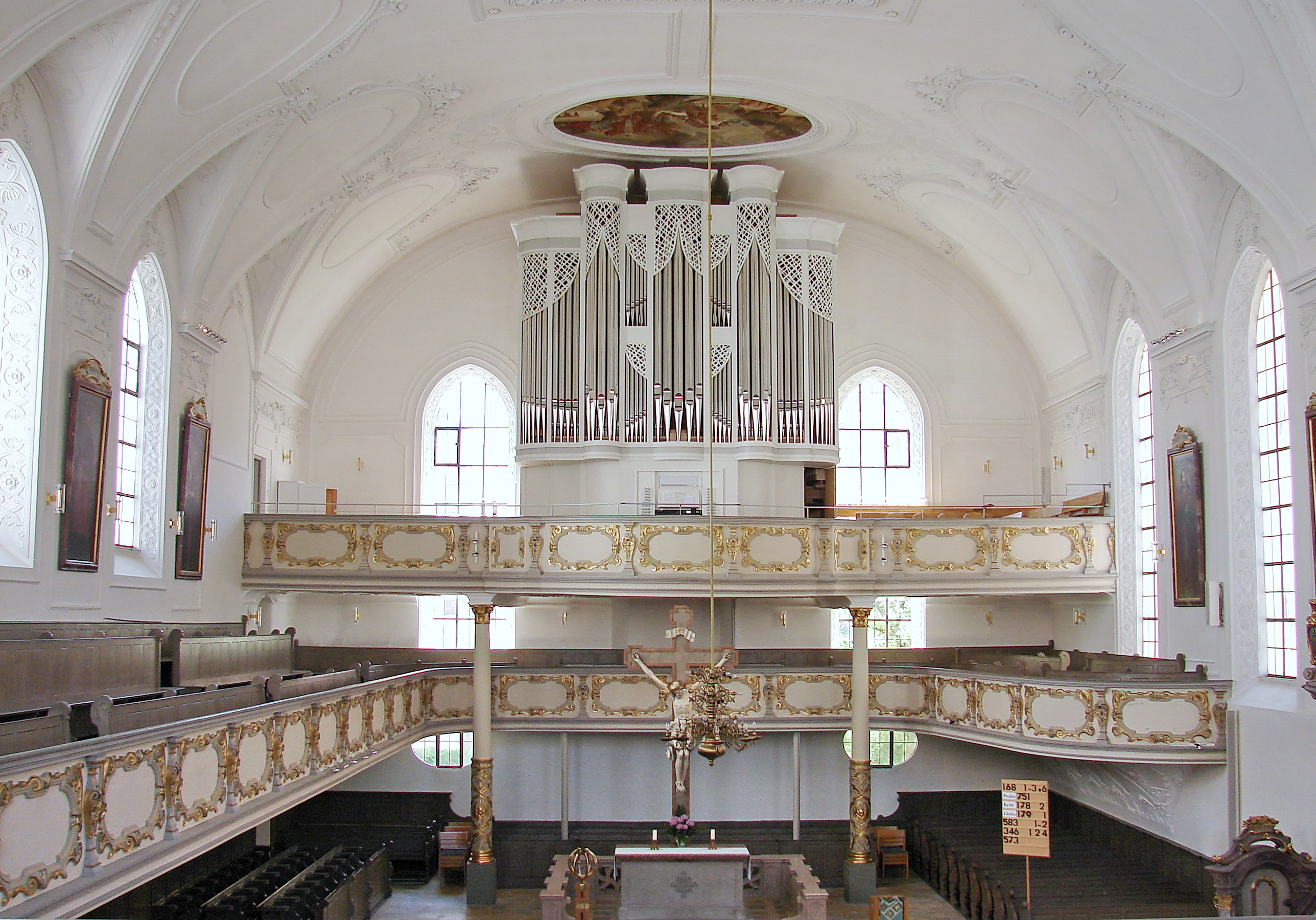
Dreifaltigkeitskirche: Innenraum

Die Fassade zur Kaiser-Max-Straße hin besitzt ein hohes Hauptgeschoss, das sich über einem Sockelgeschoss erhebt und mit vier spitzbogigen Fenstern ausgestattet ist. Wandgliederung der Fassade und die Rahmung der Portale sind modern, während die Empireschnitzereien aus der Zeit um 1822 stammen. Auch der zweigeschossige, geschweifte Giebel besitzt nicht mehr seine ursprüngliche Form.
Der Kirchturm mit geschwungener Kuppel schließt östlich an die Fassade an.
Die Dreifaltigkeitskirche besitzt ein flaches Tonnengewölbe mit Stichkappen. Mit Ausnahme zweier querovaler Fenster sind die Kirchenfenster spitzbogig geformt. Die zwei Emporen wurden im Zuge der Umbaumaßnahmen 1736/37 hinzugefügt. Die Kanzel, ein Holzaufbau mit modernem grauen Anstrich und Rocailledekor, wurde 1764 geschaffen. Viele der Gemälde stammen aus der Hand von Hans Ulrich Franck und wurden im 17. Jahrhundert geschaffen.
Taufstein und Gestühl der Kirche sind modern.

## Orgel
Die Kirche hatte ab 1963 eine fünfmanualige Orgel der einheimischen Firma Gerhard Schmid mit 57 Registern. Diese war nach der Jahrtausendwende verbraucht. Im Jahre 2013 erbaute die Orgelbaufirma Seifert (Kevelaer)  eine neue Orgel. Das Instrument hat 51 Register auf drei Manualwerken und Pedal. Die Spieltrakturen und Koppeln sind mechanisch, die Registertrakturen sind elektrisch.
| I Hauptwerk C–a3 |        |
| Principal        | 16′    |
| Principal        | 8′     |
| Hohlflöte        | 8′     |
| Biffara          | 8′     |
| Gamba            | 8′     |
| Flaut travers    | 8′     |
| Octave           | 4′     |
| Spitzflöte       | 4′     |
| Quinte           | 2 ⁄3′  |
| Superoctave      | 2′     |
| Terz             | 1 3⁄5′ |
| Mixtur IV        | 2′     |
| Cymbel III       | 1′     |
| Trompete         | 8′     |
| Tremulant        |        |

| II Positiv C–a3 |        |
| Principal       | 8′     |
| Copel           | 8′     |
| Quintade        | 8′     |
| Violoncello     | 8′     |
| Octave          | 4′     |
| Blockflöte      | 4′     |
| Quinte          | 2 ⁄3′  |
| Flöte           | 2′     |
| Terz            | 1 3⁄5′ |
| Quinte          | 1 ⁄3′  |
| Mixtur VI       | 1 ⁄3′  |
| Clarinette      | 8′     |
| Tremulant       |        |

| III Schwellwerk C–a3 |        |
| Violone              | 16′    |
| Flûte traversière    | 8′     |
| Doppelgedackt        | 8′     |
| Salicional           | 8′     |
| Unda maris           | 8′     |
| Viole d’amour        | 4′     |
| Flûte octaviante     | 4′     |
| Nazard               | 2 ⁄3′  |
| Piccolo              | 2′     |
| Tierce               | 1 3⁄5′ |
| Sifflet              | 1′     |
| Mixtur IV            | 2′     |
| Fagott               | 16′    |
| Trompette harmonique | 8′     |
| Hautbois             | 8′     |
| Voix humaine         | 8′     |
| Clairon              | 4′     |
| Tremulant            |        |

| Pedalwerk C–g1 |     |
| Untersatz      | 32′ |
| Principalbass  | 16′ |
| Subbass        | 16′ |
| Octavbass      | 8′  |
| Gedacktbass    | 8′  |
| Choralbass     | 4′  |
| Posaune        | 16′ |
| Trompete       | 8′  |

- Koppeln:  II/I, III/I, III/II, I/P, II/P, III/P (auch als Superoktavkoppel)
- Setzeranlage mit Sequenzer